# Championnats panaméricains de karaté 2009
Les championnats panaméricains de karaté 2009 auront en mai 2009 à Curaçao, dans les Antilles néerlandaises. Il devrait s'agir de la vingt-troisième édition des championnats panaméricains de karaté seniors.

## Résultats

### Épreuves individuelles

#### Kata
| Rang | Pays    | Karatéka |
| ---- | ------- | -------- |
| 1    | À venir | À venir  |
| 2    | À venir | À venir  |
| 3    | À venir | À venir  |
| 3    | À venir | À venir  |
| 5    | À venir | À venir  |
| 5    | À venir | À venir  |
| 7    | À venir | À venir  |
| 7    | À venir | À venir  |

| Rang | Pays    | Karatéka |
| ---- | ------- | -------- |
| 1    | À venir | À venir  |
| 2    | À venir | À venir  |
| 3    | À venir | À venir  |
| 3    | À venir | À venir  |
| 5    | À venir | À venir  |
| 5    | À venir | À venir  |
| 7    | À venir | À venir  |
| 7    | À venir | À venir  |

#### Kumite

##### Kumitemasculin
| Rang | Pays    | Karatéka |
| ---- | ------- | -------- |
| 1    | À venir | À venir  |
| 2    | À venir | À venir  |
| 3    | À venir | À venir  |
| 3    | À venir | À venir  |
| 5    | À venir | À venir  |
| 5    | À venir | À venir  |
| 7    | À venir | À venir  |
| 7    | À venir | À venir  |

| Rang | Pays    | Karatéka |
| ---- | ------- | -------- |
| 1    | À venir | À venir  |
| 2    | À venir | À venir  |
| 3    | À venir | À venir  |
| 3    | À venir | À venir  |
| 5    | À venir | À venir  |
| 5    | À venir | À venir  |
| 7    | À venir | À venir  |
| 7    | À venir | À venir  |

| Rang | Pays    | Karatéka |
| ---- | ------- | -------- |
| 1    | À venir | À venir  |
| 2    | À venir | À venir  |
| 3    | À venir | À venir  |
| 3    | À venir | À venir  |
| 5    | À venir | À venir  |
| 5    | À venir | À venir  |
| 7    | À venir | À venir  |
| 7    | À venir | À venir  |

| Rang | Pays    | Karatéka |
| ---- | ------- | -------- |
| 1    | À venir | À venir  |
| 2    | À venir | À venir  |
| 3    | À venir | À venir  |
| 3    | À venir | À venir  |
| 5    | À venir | À venir  |
| 5    | À venir | À venir  |
| 7    | À venir | À venir  |
| 7    | À venir | À venir  |

| Rang | Pays    | Karatéka |
| ---- | ------- | -------- |
| 1    | À venir | À venir  |
| 2    | À venir | À venir  |
| 3    | À venir | À venir  |
| 3    | À venir | À venir  |
| 5    | À venir | À venir  |
| 5    | À venir | À venir  |
| 7    | À venir | À venir  |
| 7    | À venir | À venir  |

| Rang | Pays    | Karatéka |
| ---- | ------- | -------- |
| 1    | À venir | À venir  |
| 2    | À venir | À venir  |
| 3    | À venir | À venir  |
| 3    | À venir | À venir  |
| 5    | À venir | À venir  |
| 5    | À venir | À venir  |
| 7    | À venir | À venir  |
| 7    | À venir | À venir  |

| Rang | Pays    | Karatéka |
| ---- | ------- | -------- |
| 1    | À venir | À venir  |
| 2    | À venir | À venir  |
| 3    | À venir | À venir  |
| 3    | À venir | À venir  |
| 5    | À venir | À venir  |
| 5    | À venir | À venir  |
| 7    | À venir | À venir  |
| 7    | À venir | À venir  |

##### Kumiteféminin
| Rang | Pays    | Karatéka |
| ---- | ------- | -------- |
| 1    | À venir | À venir  |
| 2    | À venir | À venir  |
| 3    | À venir | À venir  |
| 3    | À venir | À venir  |
| 5    | À venir | À venir  |
| 5    | À venir | À venir  |
| 7    | À venir | À venir  |
| 7    | À venir | À venir  |

| Rang | Pays    | Karatéka |
| ---- | ------- | -------- |
| 1    | À venir | À venir  |
| 2    | À venir | À venir  |
| 3    | À venir | À venir  |
| 3    | À venir | À venir  |
| 5    | À venir | À venir  |
| 5    | À venir | À venir  |
| 7    | À venir | À venir  |
| 7    | À venir | À venir  |

| Rang | Pays    | Karatéka |
| ---- | ------- | -------- |
| 1    | À venir | À venir  |
| 2    | À venir | À venir  |
| 3    | À venir | À venir  |
| 3    | À venir | À venir  |
| 5    | À venir | À venir  |
| 5    | À venir | À venir  |
| 7    | À venir | À venir  |
| 7    | À venir | À venir  |

| Rang | Pays    | Karatéka |
| ---- | ------- | -------- |
| 1    | À venir | À venir  |
| 2    | À venir | À venir  |
| 3    | À venir | À venir  |
| 3    | À venir | À venir  |
| 5    | À venir | À venir  |
| 5    | À venir | À venir  |
| 7    | À venir | À venir  |
| 7    | À venir | À venir  |

### Épreuves par équipes

#### Kata
| Rang | Pays    |
| ---- | ------- |
| 1    | À venir |
| 2    | À venir |
| 3    | À venir |
| 3    | À venir |
| 5    | À venir |
| 5    | À venir |
| 7    | À venir |
| 7    | À venir |

| Rang | Pays    |
| ---- | ------- |
| 1    | À venir |
| 2    | À venir |
| 3    | À venir |
| 3    | À venir |
| 5    | À venir |
| 5    | À venir |
| 7    | À venir |
| 7    | À venir |

#### Kumite
| Rang | Pays    |
| ---- | ------- |
| 1    | À venir |
| 2    | À venir |
| 3    | À venir |
| 3    | À venir |
| 5    | À venir |
| 5    | À venir |
| 7    | À venir |
| 7    | À venir |

| Rang | Pays    |
| ---- | ------- |
| 1    | À venir |
| 2    | À venir |
| 3    | À venir |
| 3    | À venir |
| 5    | À venir |
| 5    | À venir |
| 7    | À venir |
| 7    | À venir |

## Tableau des médailles
| Tableau des médailles |         |         |         |         |         |
| Rang                  | Pays    | Or      | Argent  | Bronze  | Total   |
| 1                     | À venir | À venir | À venir | À venir | À venir |
| 2                     | À venir | À venir | À venir | À venir | À venir |
| 3                     | À venir | À venir | À venir | À venir | À venir |
| 4                     | À venir | À venir | À venir | À venir | À venir |
| 5                     | À venir | À venir | À venir | À venir | À venir |